# Wild Dances
Wild Dances (ukrajinsko Дикі танці, Dyki tantsi) je naslov pesmi, ki jo je na Evroviziji 2004 za Ukrajino prepevala Ruslana ter zmagala. Ruslana se je na polfinalni prireditvi uvrstila v finalni izbor, tam pa z 280 točkami dosegla prvo ukrajinsko zmago.
Besedilo je delno v angleščini in delno v ukrajinščini in tako je Wild dances od leta 1999, odkar so lahko pesmi zapete v poljubnem jeziku, prva zmagovalna pesem, ki ni bila v celoti zapeta v angleščini. S to zmago je Ukrajina postala tretja država bivše Sovjetske zveze, ki je zmagala na Pesmi Evroviziji (za Estonijo in Latvijo). 
Pesem vsebuje kavkaške folklorne prvine in tudi nastop je bil v slogu kavkaške etnične tradicije.

## Uvrstitve na lestvicah
| Pesem       | Glasbena lestvica                  | Najboljša uvrstitev |
| ----------- | ---------------------------------- | ------------------- |
| Wild Dances | belgijskih top 50                  | 1                   |
| Wild Dances | ukrajinskih top 40                 | 1                   |
| Wild Dances | grška lestvica singlov top 50      | 1                   |
| Wild Dances | švedska lestvica singlov           | 8                   |
| Wild Dances | nemška lestvica singlov top 100    | 40                  |
| Wild Dances | evropska lestvica top 100          | 33                  |
| Wild Dances | švicarska lestvica singlov top 100 | 24                  |
| Wild Dances | avstrijska lestvica singlov top 75 | 43                  |
| Wild Dances | britanska lestvica singlov top 75  | 47                  |
| Dyki tantsi | ukrajinska lestvica top 40         | 1                   |